# Aïché Nana
Aysé Nur Nana ou Kiash Nanah, plus connue sous le nom de scène Aïché Nana, est une actrice turque née le 10 février 1936 et morte à Rome le 29 janvier 2014. Son strip-tease improvisé en 1958 fera la légende de la dolce vita romaine et inspirera une scène du film homonyme de Federico Fellini.

## Biographie
Aïché Nana nait le 10 février 1936 dans une famille arménienne aisée. Elle serait née à Beyrouth (Liban),, ou à Istanbul (Turquie).
Actrice âgée de 22 ans, elle a déjà tourné dans une vingtaine de films en Turquie et participé en France à des spectacles de Gilbert Bécaud lorsqu'elle fait scandale à Rome et y connaît ainsi la célébrité. Le 5 novembre 1958, elle participe à une soirée privée où sont présents jeunes acteurs, enfants de la bonne société, jet-setters et paparazzis. Aïché Nana s'y fait remarquer en réalisant un strip-tease improvisé puis en dansant presque nue sous le regard des convives. Le photographe Tazio Secchiaroli immortalise la scène et ses photos sont publiées trois jours plus tard par L'Espresso. Cela vaut à Aïché Nana des poursuites judiciaires pour « outrage aux bonnes mœurs » et une condamnation à trois mois de prison. Cette scène de strip-tease inspire Federico Fellini qui va la reproduire dans son film La dolce vita sorti deux ans plus tard.
Cette notoriété soudaine, mais sulfureuse, ne permet cependant pas à Aïché Nana de percer dans le monde du cinéma romain et elle n'obtiendra jamais les grands rôles dont elle rêvait. Elle joue quelques rôles dans des westerns spaghettis ou dans des comédies erotico-burlesques et danse dans des spectacles de music-hall. Aïché Nana joue également au théâtre, mais sans rencontrer le succès escompté.
Mariée au réalisateur Sergio Pastore, elle a une fille, Sara Pastore. Aïché Nana meurt le 29 janvier 2014 à l'hôpital Aurelia de Rome.

## Filmographie
- 1956 : La Châtelaine du Liban : la danseuse
- 1956 : A Touch of the Sun (en)
- 1965 : Le Shérif ne tire pas (Lo sceriffo che non spara) de José Luis Monter et Renato Polselli : Lulù
- 1966 : A... come assassino
- 1968 : Le Justicier du Sud
- 1968 : Due occhi per uccidere
- 1968 : Thompson 1880
- 1968 : Crisantemi per un branco di carogne
- 1970 : Edipeon
- 1977 : Les Nouveaux Monstres (I nuovi mostri)
- 1978 : Porco mondo
- 1979 : Les Amours interdites d'une religieuse (Immagini di un convento) de Joe D'Amato
- 1983 : L'Histoire de Piera (Storia di Piera)
- 1985 : Le Roi David (King David)